# Корлисс (тауншип)
Корлис (англ. Corliss) — тауншип в округе Оттер-Тейл, Миннесота, США. На 2000 год его население составило 462 человека.

## География
По данным Бюро переписи населения США площадь тауншипа составляет 95,5 км², из которых 90,7 км² занимает суша, а 4,8 км² — вода (5,02 %).

## Демография
По данным переписи населения 2000 года здесь находились 462 человека, 167 домохозяйств и 132 семьи.  Плотность населения —  5,1 чел./км².  На территории тауншипа расположено 266 построек со средней плотностью 2,9 построек на один квадратный километр. Расовый состав населения: 99,78 % белых и 0,22 % приходится на две или более других рас. Испанцы или латиноамериканцы любой расы составляли 0,22 % от популяции тауншипа.
Из 167 домохозяйств в 36,5 % воспитывались дети до 18 лет, в 75,4 % проживали супружеские пары, в 1,8 % проживали незамужние женщины и в 20,4 % домохозяйств проживали несемейные люди. 17,4 % домохозяйств состояли из одного человека, при том 6,0 % из — одиноких пожилых людей старше 65 лет. Средний размер домохозяйства — 2,77, а семьи — 3,15 человека.
28,6 % населения — младше 18 лет, 7,1 % — в возрасте от 18 до 24 лет, 26,6 % — от 25 до 44, 24,7 % — от 45 до 64, и 13,0 % — старше 65 лет. Средний возраст — 37 лет. На каждые 100 женщин приходилось 113,9 мужчин.  На каждые 100 женщин старше 18 приходилось 112,9 мужчин.
Средний годовой доход домохозяйства составлял 37 000 долларов, а средний годовой доход семьи —  42 679 долларов. Средний доход мужчин —  26 667  долларов, в то время как у женщин — 20 417. Доход на душу населения составил 14 936 долларов. За чертой бедности находились 7,1 % семей и 8,8 % всего населения тауншипа, из которых 13,1 % младше 18 лет.